# Poder familiar
O poder familiar ou poder paternal ou, ainda, pátrio poder compreende direitos e deveres dos pais sobre os filhos. Segundo Santos Neto, "é o complexo de direitos e deveres concernentes ao pai e à mãe, fundado no direito natural, confirmado pelo direito positivo e direcionado ao interesse da família e do filho menor não emancipado, que incide sobre a pessoa e o patrimônio deste filho e serve como meio de manter, proteger e educar."
Modernamente, graças à influência do cristianismo, o 'poder familiar' constitui um conjunto de deveres, transformando-se em instituto de caráter eminentemente protetivo, que transcende a órbita do direito privado para ingressar no âmbito do direito público. Interessa ao Estado, com efeito, assegurar a proteção das gerações novas, que representam o futuro da sociedade e da nação. Desse modo, o 'poder familiar' nada mais é do que um munus público, imposto pelo Estado aos pais, a fim de que zelem pelo futuro de seus filhos..

## No Brasil
Segundo a legislação brasileira, o 'poder familiar' é instituído no interesse dos filhos e da família, não em proveito dos genitores, em atenção ao princípio da paternidade responsável, confome insculpido no art. 226, §7.º, da Constituição Brasileira. Conforme a Constituição Brasileira, traduz-se num conjunto de responsabilidades e direitos que envolvem a relação entre pais e filhos. Essencialmente são os deveres de assistência, auxílio e respeito mútuo, que se mantêm até os filhos atingirem a maioridade.

## Em Portugal
A Lei n.º 61/2008, de 31 de outubro — também conhecida por “Lei do Divórcio” — introduziu profundas alterações nesta matéria. Desde logo, a expressão "poder paternal" foi substituída pela de "responsabilidades parentais". O enfoque deixou de estar centrado no adulto e passa a visar a criança. Outra alteração muito significativa consistiu na consagração da regra do exercício conjunto das responsabilidades parentais no que respeita aos actos de particular importância para a vida da criança. Sobre os pais recai o dever de prover ao sustento dos seus filhos. Ora, em caso de divórcio ou separação, a contribuição pecuniária do progenitor a quem não é confiada a guarda do menor designa-se por pensão de alimentos. A fixação do montante da pensão de alimentos nem sempre é tarefa fácil, já que haverá de levar em conta diversas variáveis como sejam as necessidades do menor e as possibilidades do progenitor: 